# Eliza Dushku
Eliza Patricia Dushku (Watertown, 30 dicembre 1980) è un'attrice e doppiatrice statunitense con cittadinanza albanese.

## Biografia
Nasce nel Massachusetts, figlia di Philip R. Dushku, un insegnante albanese originario di Coriza, giunto negli Stati Uniti da ragazzo con la propria famiglia, amministratore presso le Boston Public Schools, e di Judith "Judy" Rasmussen, una docente di scienze politiche statunitense di origini danesi ed inglesi. Ha tre fratelli maggiori, Aaron, Benjamin (nato il 5 febbraio 1976) e Nate, che è un modello e attore. Frequentò la Beaver Country Day School a Chestnut Hill e si diplomò alla Watertown High School. Nel 2005 visitò la famiglia del padre in Albania dopo essere stata personalmente invitata dal presidente albanese; mentre si trovava lì visitò anche la comunità albanese del Kosovo. Ha un'aquila albanese tatuata dietro il collo.
Il suo esordio nel mondo del cinema risale al 1992 nel film Calde notti d'estate (That Night). Nell'anno seguente ha lavorato in altri film hollywoodiani come Voglia di ricominciare al fianco di Leonardo DiCaprio e Robert De Niro e anche con Arnold Schwarzenegger in True Lies nel 1994. Nel 2000 partecipa nel film Ragazze nel pallone nel ruolo di Missy, nel 2001 ai provini della serie televisiva Streghe per il ruolo di Paige Matthews, andato poi a Rose McGowan.
Il suo nome è legato al personaggio di Faith Lehane, interpretato nella serie tv Buffy l'ammazzavampiri e nello spin-off Angel. Ha anche interpretato il personaggio di Tru Davies nel telefilm Tru Calling, di cui è la protagonista, interrotto nel 2005 dopo i primi sei episodi della seconda stagione. Come spesso accade, la carriera televisiva le ha impedito di averne una cinematografica continuativa. La Dushku, infatti, è rimasta lontana dal grande schermo per circa tre anni. Eliza ha anche partecipato, come protagonista, alla nuova serie televisiva Nurses conosciuta ancora come Philidelphia General del network televisivo americano Fox. Sfortunatamente la Fox ha deciso di non mandare in onda la serie a causa dello scarso gradimento ottenuto dall'episodio pilota. Nel 2007 ha girato ben cinque film: On Broadway, Nobel Son - Un colpo da Nobel, Open Graves, The Alphabet Killer e Sex & Breakfast e anche un episodio pilota per una nuova serie televisiva. Dopo il successo di Nobel Son - Un colpo da Nobel il regista Randall Miller ha deciso di scritturare Eliza in un altro suo progetto, Bottle Shock (2008).
Il 31 ottobre 2007 la Dushku ha accettato il ruolo di protagonista nella serie televisiva ideata da Joss Whedon intitolata Dollhouse, le cui riprese sono iniziate il 23 aprile 2008, e ha debuttato negli Stati Uniti d'America il 13 febbraio 2009. Eliza è apparsa come guest star nel nono episodio della seconda stagione di Ugly Betty nei panni di Cameron Ashlock. Il film The Alphabet Killer ha avuto una distribuzione limitata ad alcune sale americane il 7 novembre 2008, mentre in Italia è stato presentato in anteprima al Ravenna Nightmare Film Festival. Nel 2008 Eliza ha girato anche il thriller drammatico The Coverup, affiancata da Gabriel Mann e John Savage; la pellicola è stata presentata all'Austin Film Festival il 18 ottobre 2008. L'horror Open Graves è stato proiettato in anteprima all'evento "Semana Internacional de Cine Fantastico Estepona" ed è approdato direttamente in TV sul canale americano Syfy il 19 settembre 2009.

### Inizio di carriera
Eliza attirò l'attenzione degli agenti del casting quando aveva dieci anni. Fu scelta alla fine di una ricerca di cinque mesi per tutta l'America di una ragazzina che potesse addirsi al ruolo della protagonista Alice, nel film Calde notti d'estate con Juliette Lewis. Nel 1993, la Dushku ebbe il ruolo di Pearl con Robert De Niro e Leonardo DiCaprio in Voglia di ricominciare, un ruolo che le aprì molte porte. L'anno successivo recitò la parte della giovane figlia di Arnold Schwarzenegger e Jamie Lee Curtis in True Lies. Ebbe anche parti come la figlia di Paul Reiser in Mariti imperfetti, Cindy Johnson con Halle Berry e Jim Belushi in In corsa con il sole, così come in altri film.
Eliza prese una pausa dalla recitazione per finire i suoi studi al liceo. È stata ammessa alla George Washington University a Washington e alla Suffolk University a Boston, dove la madre insegna scienze politiche, dopo avere lavorato a Dakar, in Senegal.

### Ruoli successivi

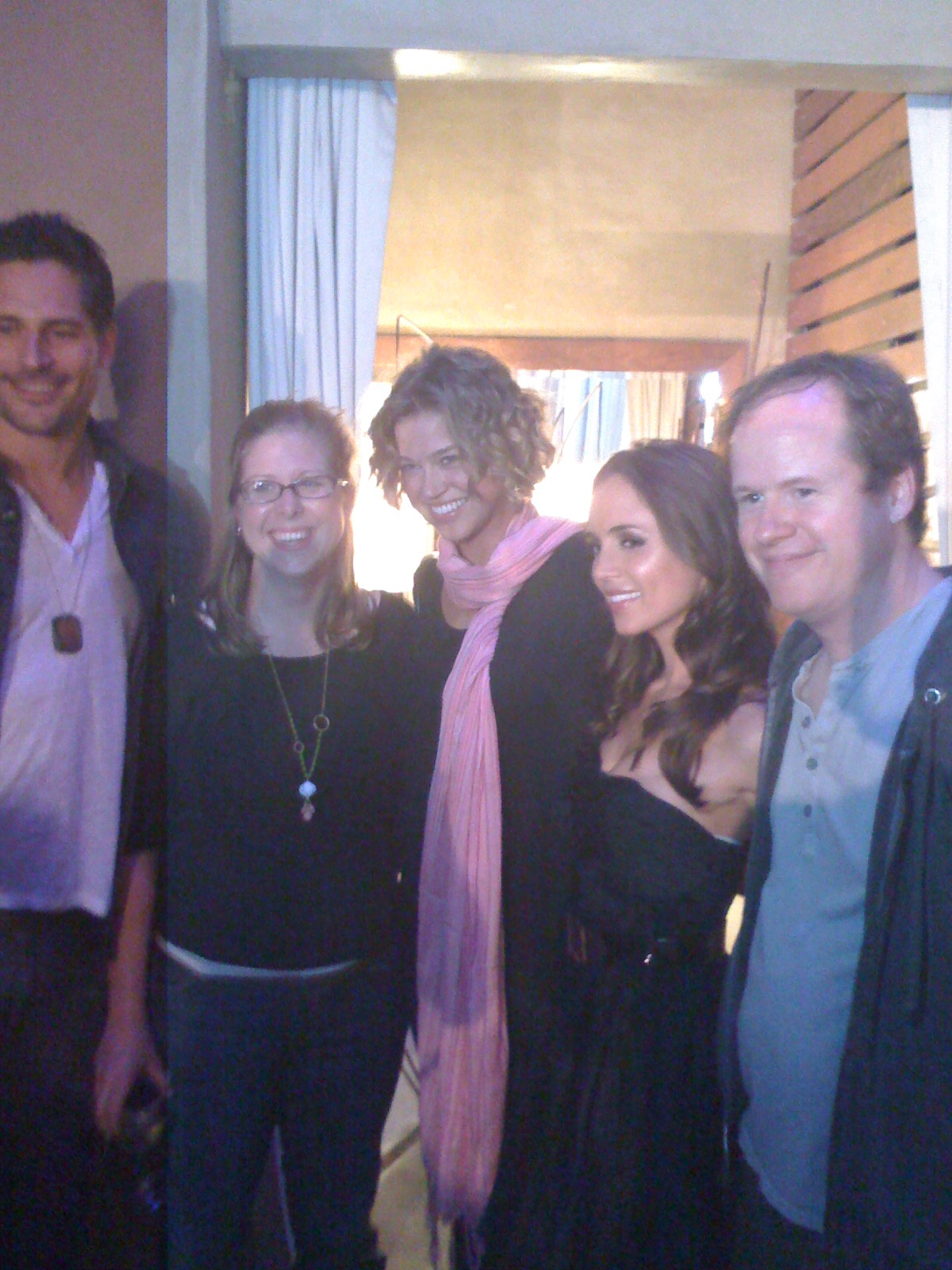
Dushku assieme a Joss Whedon e altri, nel 2008 al San Diego Comic-Con International.

Dopo avere completato il liceo Eliza ritornò a recitare con il ruolo di Faith Lehane in Buffy l'ammazzavampiri. Anche se inizialmente pianificato essere un ruolo per il quinto episodio, il personaggio divenne così popolare che rimase per tutta la durata della terza stagione e ritornò nella quarta in due episodi, dopo di che il resto della storia fu presentata come parte della prima stagione delle serie spin-off di Buffy l'ammazzavampiri, Angel. Pentita, Faith ritornò come un'eroina in alcuni episodi successivi di Angel e negli ultimi cinque episodi di Buffy l'ammazzavampiri. I produttori le hanno offerto un ruolo in una serie TV, Faith, dove Eliza avrebbe dovuto esserne la protagonista. È stata realizzata una puntata del telefilm chiamata "Pilot", ma Eliza poi lasciò la serie per fare Tru Calling. Successivamente fu inondata da lettere di ammiratori provenienti da legioni di prigionieri. Lei disse:
Nel 2000 Eliza recitò in Soul Survivors, e successivamente nella commedia di cheerleader Ragazze nel pallone con Kirsten Dunst, che fu un gran successo. Nel 2001 apparve in Un ragazzo tutto nuovo con DJ Qualls e Colpevole d'omicidio con Robert De Niro e James Franco. Questo film fu seguito maggiormente da un'audience costituita da adulti. Lo stesso anno Kevin Smith invitò l'attrice a fare parte del cast di Jay & Silent Bob... Fermate Hollywood!, dove recitò assieme a Shannon Elizabeth, Ali Larter, Ben Affleck e Shannen Doherty.
Nel 2003 Eliza apparve in Wrong Turn, un film horror in cui ebbe il ruolo principale, e The Kiss una commedia. Iniziando quello stesso anno recitò anche nelle serie TV, Tru Calling, dove aveva il ruolo del personaggio principale, la studentessa di medicina Tru Davies. Non potendo diventare subito dottoressa, Tru è costretta a trovare lavoro in un obitorio cittadino dove scopre di avere il potere di "rivivere" il giorno precedente da capo per poter salvaguardare la vita di quei defunti che non erano ancora destinati a morire e condurre i criminali sotto l'azione della giustizia.
Le sono stati proposti molti ruoli come "ragazza cattiva" in diversi film e ha colto tutte le opportunità. In un'intervista con Maxim nel maggio del 2001 Eliza parla così dei suoi ruoli: "È facile recitare la parte di una ragazza cattiva: fai semplicemente tutto quello che ti è stato detto di non fare, e non ci si deve preoccupare delle conseguenze, perché è solo finzione."
La Dushku recitò in una produzione off-Broadway, intitolata Dog Sees God dal dicembre 2005, la parte della "sorella di Van", un personaggio correlato a Lucy dall'originale Peanuts, una commedia su cui si basa la produzione. Lasciò nel febbraio 2006 assieme ad altri membri del cast.
Ebbe il ruolo della protagonista in Nurses, una commedia della Fox ambientata in un ospedale. Apparve nel video musicale dei Simple Plan, I'm Just a Kid, e nel video dei Nickelback Rockstar.
Ha dato anche la voce in qualità di doppiatrice in varie produzioni di videogiochi, come Yakuza, Saints Row 2 e Wet.

### Dal 2005

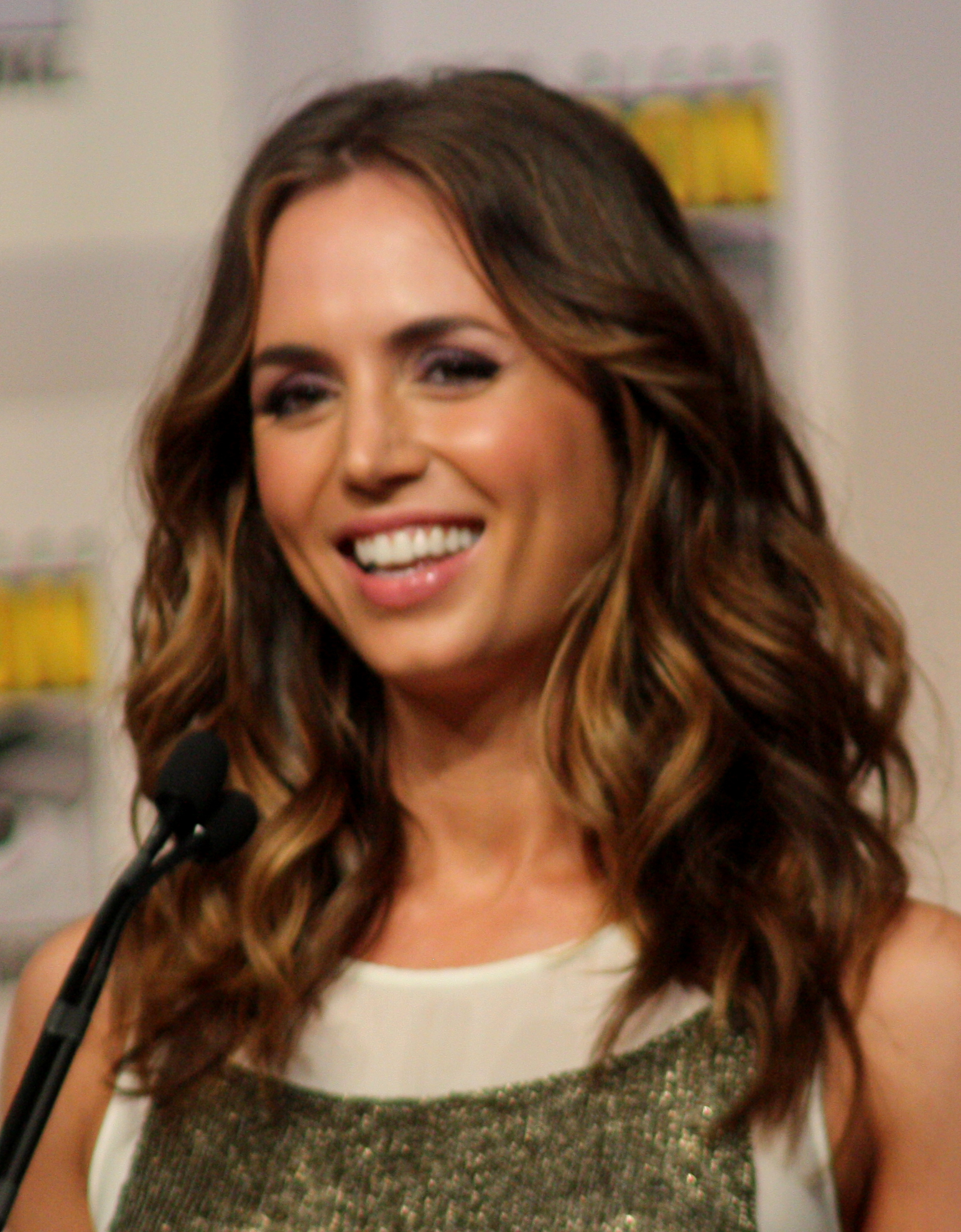
Dushku nel 2009 al San Diego Comic-Con International

Il 1º ottobre 2005 annunciò al Wizard World Boston la partecipazione al film Nobel Son, in cui recitava con Alan Rickman, Danny DeVito, Bill Pullman e Peter Boyle. Il film fu lanciato al Tribeca Film Festival del 2007. Un altro progetto fu On Broadway, un film creato nella sua città natale, Boston, proiettato in molti film festival e vincitore di sei premi.
La rivista Variety ha annunciato il 2 agosto 2006 che Eliza avrebbe recitato con Macaulay Culkin in Sex & Breakfast, una commedia scritta e diretta da Miles Brandman. Il film è uscito a Los Angeles il 30 novembre 2007 e in DVD il 22 gennaio 2008. Ha recitato in Open Graves, un horror-thriller del 2008 su un gioco satanico assieme a Mike Vogel. Ha avuto il ruolo del personaggio principale in The Coverup e The Alphabet Killer, basato su un fatto di cronaca degli anni Settanta trasportato nella contemporaneità, e diretto da Rob Schmidt, con cui l'attrice aveva precedentemente recitato in Wrong Turn.
Ha recitato insieme a Alan Rickman, Bill Pullman, Chris Pine e Rachel Taylor nel drammatico Bottle Shock di Randall Miller, che l'aveva già diretta in Nobel Son. Il 26 agosto 2007, la Dushku firmò un contratto con la Fox Broadcasting e 20th Century Fox. Come indicato nel contratto, lo studio ha organizzato anche i costumi per l'attrice.
Il 31 ottobre è stato annunciato che Eliza abbia convinto Joss Whedon, famoso per avere creato Buffy e le serie di Firefly, a creare un nuovo show chiamato Dollhouse. Eliza ha il ruolo della protagonista, Echo.

## Premi
È stata nominata due volte nel 2004 per un Teen Choice Award al Teen Choice Awards per Tru Calling e per un Saturn Award ricevuto dalla Academy of Science Fiction, Fantasy & Horror Films al 30th Saturn Awards come migliore attrice di serie TV per Tru Calling. Nel 2008 ha vinto anche un premio come miglior attrice protagonista in un film horror per la sua performance in The Alphabet Killer.

## Filmografia

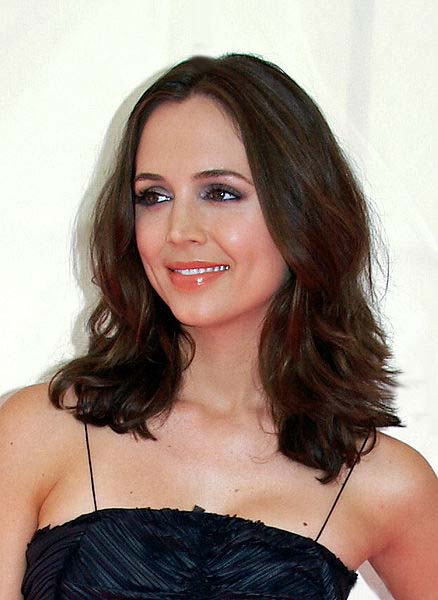
Dushku nel 2007 al Tribeca Film Festival

### Cinema
- Calde notti d'estate (That Night), regia di Craig Bolotin (1992)
- Voglia di ricominciare (This Boy's Life), regia di Michael Caton-Jones (1993)
- Pescando con George (Fishing with George), regia di Julie Hickson (1994)
- True Lies, regia di James Cameron (1994)
- Mariti imperfetti (Bye Bye Love), regia di Sam Weisman (1995)
- In corsa con il sole (Race the Sun), regia di Charles T. Kanganis (1996)
- Ragazze nel pallone (Bring It On), regia di Peyton Reed (2000)
- Jay & Silent Bob... Fermate Hollywood! (Jay & Silent Bob Strike Back), regia di Kevin Smith (2001)
- Soul Survivors - Altre vite, regia di Stephen Carpenter (2001)
- Un ragazzo tutto nuovo (The New Guy), regia di Ed Decter (2002)
- Colpevole d'omicidio (City by the Sea), regia di Michael Caton-Jones (2002)
- Wrong Turn, regia di Rob Schmidt (2003)
- The Kiss, regia di Gorman Bechard (2003)
- The Last Supper, regia di Marius A. Markevicius (2006)
- On Broadway, regia di Dave McLaughlin (2007)
- Nobel Son - Un colpo da Nobel (Nobel Son), regia di Randall Miller (2007)
- Sex & Breakfast, regia di Miles Brandman (2007)
- Bottle Shock / Napa Valley - La Grande Annata, regia di Randall Miller (2008)
- The Alphabet Killer, regia di Rob Schmidt (2008)
- The Coverup, regia di Brian Jun (2008)
- Open Graves, regia di Álvaro de Armiñán (2009)
- Locked In, regia di Suri Krishnamma (2010)
- Herd Mentality, regia di Andy Cadiff (2011)
- Roar of the Crowd, regia di Andy Cadiff (2011)
- The Scribbler, regia di John Suits (2013)
- Jane Wants a Boyfriend, regia di Jarret Kerr (2015)
- Mistero a Eloise (Eloise), regia di Robert Legato (2016)

### Televisione
- Journey, regia di Tom McLoughlin - film TV (1995)
- Buffy l'ammazzavampiri (Buffy the Vampire Slayer) - serie TV, 20 episodi (2000-2001, 2006) - Faith Lehane
- Angel - serie TV, 6 episodi (2003, 2006) - Faith Lehane
- Tru Calling - serie TV, 26 episodi (2003-2005)
- That '70s Show - serie TV, episodio 7x15 (2005)
- Nurses, regia di P. J. Hogan - film TV (2007)
- Ugly Betty - serie TV, episodio 2x09 (2007)
- Dollhouse - serie TV, 26 episodi (2009-2010)
- The Big Bang Theory - serie TV, episodio 4x07 (2010)
- White Collar - serie TV, episodio 3x09 (2011)
- The League - serie TV, episodio 3x10 (2011)
- Leap Year - serie TV, 5 episodi (2012)
- Banshee - La città del male - serie TV, 5 episodi (2016)
- Bull – serie TV, episodi 1x21-1x22-1x23 (2017)
- The Saint – film TV, regia di Ernie Barbarash (2017)

### Doppiatrice
- King of the Hill - serie animata (2002)
- Everyone worth Knowing - serie animata (2005)
- Yakuza - videogioco (2005)
- Saints Row 2 - videogioco (2008)
- Wet - videogioco (2009)
- Robotomy - serie animata, 1 episodio (2010)
- Torchwood: Web of Lies - web-series d'animazione (2011)
- Batman: Year One - film d'animazione (2011)
- Fight Night Champion - videogioco (2011)
- DC Showcase: Catwoman - cortometraggio animato (2011)
- Noah - film d'animazione (2012)
- Hulk e gli agenti S.M.A.S.H. - serie animata (2013-15)
- Ultimate Spider-Man (serie animata) - serie animata, 1 episodio (2015)

### Videoclip
- I'm Just a Kid, Simple Plan (2001)
- Somebody Help Me, Full Blown Rose (2004)
- Rockstar, Nickelback (2007)

## Apparizioni in teatro
- Dining with Aphrodite (2000)
- Dog sees God (2005)

## Doppiatrici italiane
Nelle versioni in italiano delle opere in cui ha recitato, Eliza Dushku è stata doppiata da:
- Federica De Bortoli in Angel, Dollhouse, Mistero a Eloise, Bull
- Giuppy Izzo in Buffy l'ammazzavampiri, Tru Calling, Ugly Betty
- Domitilla D'Amico in The Alphabet Killer, Nobel Son - Un colpo da Nobel
- Eleonora De Angelis in Un ragazzo tutto nuovo, In corsa con il sole
- Barbara De Bortoli in Mariti imperfetti, Sex & Breakfast
- Perla Liberatori in Calde notti d'estate, True Lies
- Emanuela D'Amico in Wrong Turn, Open Graves
- Laura Lenghi in Ragazze nel pallone, Journey
- Laura Latini in Jay & Silent Bob... Fermate Hollywood!
- Ilaria Latini in Banshee - La città del male
- Alessia Lionello in Soul Survivors - Altre vite
- Tatiana Dessi in Colpevole d'omicidio
- Valeria De Flaviis in Voglia di ricominciare
- Roberta De Roberto in The Big Bang Theory
- Francesca Fiorentini in White Collar
- Emanuela Pacotto in The Kiss
- Sonia Mazza in The Saint

Da doppiatrice, è stata sostituita da:
- Gilberta Crispino in Wet